# Siayan
Siayan is een gemeente in de Filipijnse provincie Zamboanga del Norte op het eiland Mindanao. Bij de laatste census in 2007 had de gemeente bijna 35 duizend inwoners.

## Geografie

### Bestuurlijke indeling
Siayan is onderverdeeld in de volgende 22 barangays:
| - Balok - Balunokan - Datagan - Denoyan - Diongan - Domogok - Dumpilas - Gonayen - Guibo - Gunyan - Litolet | - Macasing - Mangilay - Moyo - Muñoz - Pange - Paranglumba - Polayo - Sayaw - Seriac - Siayan Proper - Soguilon |

## Demografie
Siayan had bij de census van 2007 een inwoneraantal van 34.588 mensen. Dit zijn 1.514 mensen (4,6%) meer dan bij de vorige census van 2000. De gemiddelde jaarlijkse groei komt daarmee uit op 0,62%, hetgeen lager is dan het landelijk jaarlijks gemiddelde over deze periode (2,04%). Vergeleken met de census van 1995 is het aantal mensen met 6.638 (23,7%) toegenomen.

De bevolkingsdichtheid van Siayan was ten tijde van de laatste census, met 34.588 inwoners op 494,75 km², 69,9 mensen per km².